# European Economic Association
De European Economic Association (EEA) is een academische organisatie die Europese economen verenigt. Ze werd opgericht in 1984. Haar eerste jaarlijkse congres ging door in 1986 in Wenen. Haar eerste voorzitter was Jacques Drèze. Het wetenschappelijk tijdschrift European Economic Review (EER), dat sinds 1969 bestond, werd haar officiële periodiek. De EEA telt momenteel ongeveer 4.000 leden. De huidige voorzitter is Hélène Rey. "De doelstellingen van de organisatie zijn :

- bijdragen aan de ontwikkeling en toepassing van de economische wetenschap in Europa;
- de communicatie en uitwisseling tussen docenten, onderzoekers en studenten economie uit de verschillende Europese landen bevorderen;
- samenwerking ontwikkelen en ondersteunen tussen onderwijsinstellingen op universitair niveau en onderzoeksinstellingen in Europa."

De EEA publiceert sinds 2003 de Journal of the European Economic Association (JEEA), een peerreviewed wetenschappelijk tijdschrift. Elk jaar in augustus organiseert de EEA samen met de Econometric Society een congres in een Europese stad. Het congres trekt ongeveer 1500 deelnemers aan.